# Liste des anciennes communes du Nord
Depuis la Révolution française, plusieurs communes du Nord ont subi des modifications de périmètre territorial — par le biais de fusions ou de démembrements — ou le passage d'un hameau d'une commune à une autre ou bien des changements de nom, que la liste s’attache à présenter. Elle ne contient pas les rectifications ou les modifications des limites entre les communes.

## Contexte
Alors que les communes d’Ancien Régime sont supprimées par les décrets du 4 août 1789 de l'Assemblée constituante, une nouvelle forme communale émerge en France avec le décret législatif du 14 décembre 1789 concernant la constitution des municipalités. Le Législateur révolutionnaire, dans une logique de rationalisation, souhaite uniformiser les dénominations des plus petites structures d’administration territoriale. C’est sous la Convention, par un décret du 10 brumaire an II, que le terme « commune » est harmonisé à tous les anciens bourgs, villes, paroisses ou communautés.
En 1790, le territoire du département du Nord comportait 683 communes. Alors que le département comptait 650 communes au 1er janvier 2015, 647 communes forment son territoire depuis le 1er janvier 2025.

## Transformations par type

### Fusion
| Commune créée                | Communes supprimées   | Régime                                      | Décision                                     | Date d’effet                                 |
| ---------------------------- | --------------------- | ------------------------------------------- | -------------------------------------------- | -------------------------------------------- |
| L'Orée de Mormal             | Amfroipret            | Commune nouvelle                            | Arrêté préfectoral du 29 juillet 2024        | 1er janvier 2025                             |
| L'Orée de Mormal             | Bermeries             | Commune nouvelle                            | Arrêté préfectoral du 29 juillet 2024        | 1er janvier 2025                             |
| Ghyvelde                     | Ghyvelde              | Commune nouvelle                            | Arrêté préfectoral du 30 novembre 2015       | 1er janvier 2016                             |
| Ghyvelde                     | Les Moëres            | Commune nouvelle                            | Arrêté préfectoral du 30 novembre 2015       | 1er janvier 2016                             |
| Téteghem-Coudekerque-Village | Coudekerque-Village   | Commune nouvelle                            | Arrêté préfectoral du 30 novembre 2015       | 1er janvier 2016                             |
| Téteghem-Coudekerque-Village | Téteghem              | Commune nouvelle                            | Arrêté préfectoral du 30 novembre 2015       | 1er janvier 2016                             |
| Dunkerque                    | Dunkerque             | Commune associée                            | Arrêté préfectoral du 8 décembre 2010,       | 9 décembre 2010                              |
| Dunkerque                    | Fort-Mardyck          | Commune associée                            | Arrêté préfectoral du 8 décembre 2010,       | 9 décembre 2010                              |
| Dunkerque                    | Saint-Pol-sur-Mer     | Commune associée                            | Arrêté préfectoral du 8 décembre 2010,       | 9 décembre 2010                              |
| Lille                        | Lille                 | Commune associée                            | Décret du 22 février 2000                    | 27 février 2000                              |
| Lille                        | Lomme                 | Commune associée                            | Décret du 22 février 2000                    | 27 février 2000                              |
| Dunkerque                    | Dunkerque             | Commune associée                            | Arrêté préfectoral du 21 décembre 1979       | 1er janvier 1980                             |
| Dunkerque                    | Mardyck               | Commune associée                            | Arrêté préfectoral du 21 décembre 1979       | 1er janvier 1980                             |
| Lille                        | Lille                 | Commune associée                            | Arrêté préfectoral du 18 avril 1977          | 24 avril 1977                                |
| Lille                        | Hellemmes-Lille       | Commune associée                            | Arrêté préfectoral du 18 avril 1977          | 24 avril 1977                                |
| Saint-Souplet                | Saint-Souplet         | Commune associée                            | Décret du 28 août 1973                       | 1er septembre 1973                           |
| Saint-Souplet                | Escaufourt (Aisne)    | Commune associée                            | Décret du 28 août 1973                       | 1er septembre 1973                           |
| Walincourt-Selvigny          | Walincourt            | Commune associée                            | Arrêté préfectoral du 5 octobre 1972         | 1er janvier 1973                             |
| Walincourt-Selvigny          | Selvigny              | Commune associée                            | Arrêté préfectoral du 5 octobre 1972         | 1er janvier 1973                             |
| Ligny-Haucourt               | Haucourt-en-Cambrésis | Commune associée (commune rétablie en 1997) | Arrêté préfectoral du 2 octobre 1972         | 1er janvier 1973                             |
| Ligny-Haucourt               | Ligny-en-Cambrésis    | Commune associée (commune rétablie en 1997) | Arrêté préfectoral du 2 octobre 1972         | 1er janvier 1973                             |
| Dunkerque                    | Dunkerque             | Fusion simple                               | Arrêté préfectoral du 29 décembre 1971       | 1er janvier 1972                             |
| Dunkerque                    | Petite-Synthe         | Fusion simple                               | Arrêté préfectoral du 29 décembre 1971       | 1er janvier 1972                             |
| Dunkerque                    | Rosendaël             | Fusion simple                               | Arrêté préfectoral du 29 décembre 1971       | 1er janvier 1972                             |
| Cambrai                      | Cambrai               | Fusion simple                               | Arrêté préfectoral du 27 janvier 1971        | 1er février 1971                             |
| Cambrai                      | Morenchies            | Fusion simple                               | Arrêté préfectoral du 27 janvier 1971        | 1er février 1971                             |
| Villeneuve-d'Ascq            | Annappes              | Fusion simple                               | Arrêté préfectoral du 25 février 1970        | 25 mars 1970                                 |
| Villeneuve-d'Ascq            | Ascq                  | Fusion simple                               | Arrêté préfectoral du 25 février 1970        | 25 mars 1970                                 |
| Villeneuve-d'Ascq            | Flers-lez-Lille       | Fusion simple                               | Arrêté préfectoral du 25 février 1970        | 25 mars 1970                                 |
| Dunkerque                    | Dunkerque             | Fusion simple                               | Arrêté préfectoral du 17 décembre 1969       | 1er janvier 1970                             |
| Dunkerque                    | Malo-les-Bains        | Fusion simple                               | Arrêté préfectoral du 17 décembre 1969       | 1er janvier 1970                             |
| Séranvillers-Forenville      | Forenville            | Fusion simple                               | Arrêté préfectoral du 18 septembre 1964      | 1er octobre 1964                             |
| Séranvillers-Forenville      | Séranvillers          | Fusion simple                               | Arrêté préfectoral du 18 septembre 1964      | 1er octobre 1964                             |
| Caudry                       | Caudry                | Fusion simple                               | Arrêté préfectoral du 24 juin 1964           | 1er juillet 1964                             |
| Caudry                       | Audencourt            | Fusion simple                               | Arrêté préfectoral du 24 juin 1964           | 1er juillet 1964                             |
| Aulnoye-Aymeries             | Aulnoye               | Fusion simple                               | Arrêté préfectoral du 26 février 1953        | 28 mars 1953                                 |
| Aulnoye-Aymeries             | Aymeries              | Fusion simple                               | Arrêté préfectoral du 26 février 1953        | 28 mars 1953                                 |
| Somain                       | Somain                | Fusion simple                               | Arrêté préfectoral du 8 février 1947         | 12 avril 1947                                |
| Somain                       | Villers-Campeau       | Fusion simple                               | Arrêté préfectoral du 8 février 1947         | 12 avril 1947                                |
| Bavay                        | Bavay                 | Fusion simple                               | Décret du 9 novembre 1946                    | 15 novembre 1946                             |
| Bavay                        | Louvignies-Bavay      | Fusion simple                               | Décret du 9 novembre 1946                    | 15 novembre 1946                             |
| Rieulay                      | Rieulay               | Fusion simple                               | Arrêté préfectoral du 12 juin 1946           | 1er juillet 1946                             |
| Rieulay                      | Marchiennes-Campagne  | Fusion simple                               | Arrêté préfectoral du 12 juin 1946           | 1er juillet 1946                             |
| Warneton                     | Warneton-Bas          | Fusion simple                               | Arrêté préfectoral du 7 juin 1946            | 1er juillet 1946                             |
| Warneton                     | Warneton-Sud          | Fusion simple                               | Arrêté préfectoral du 7 juin 1946            | 1er juillet 1946                             |
| Bourbourg                    | Bourbourg-Campagne    | Fusion simple                               | Arrêté préfectoral du 10 décembre 1945       | 1er janvier 1946                             |
| Bourbourg                    | Bourbourg-Ville       | Fusion simple                               | Arrêté préfectoral du 10 décembre 1945       | 1er janvier 1946                             |
| Beaucamps-Ligny              | Beaucamps             | Fusion simple                               | Arrêté préfectoral du 10 novembre 1927       | Arrêté préfectoral du 10 novembre 1927       |
| Beaucamps-Ligny              | Ligny-en-Weppes       | Fusion simple                               | Arrêté préfectoral du 10 novembre 1927       | Arrêté préfectoral du 10 novembre 1927       |
| Lille                        | Lille                 | Fusion simple                               | Décret du 13 octobre 1858                    | Décret du 13 octobre 1858                    |
| Lille                        | Esquermes             | Fusion simple                               | Décret du 13 octobre 1858                    | Décret du 13 octobre 1858                    |
| Lille                        | Fives                 | Fusion simple                               | Décret du 13 octobre 1858                    | Décret du 13 octobre 1858                    |
| Lille                        | Moulins-Lille         | Fusion simple                               | Décret du 13 octobre 1858                    | Décret du 13 octobre 1858                    |
| Lille                        | Wazemmes              | Fusion simple                               | Décret du 13 octobre 1858                    | Décret du 13 octobre 1858                    |
| Warlaing                     | Warlaing              | Fusion simple                               | Ordonnance du 18 mars 1836                   | Ordonnance du 18 mars 1836                   |
| Warlaing                     | Alnes                 | Fusion simple                               | Ordonnance du 18 mars 1836                   | Ordonnance du 18 mars 1836                   |
| Vieux-Reng                   | Vieux-Reng            | Fusion simple                               | Ordonnance du 19 juillet 1826,               | Ordonnance du 19 juillet 1826,               |
| Vieux-Reng                   | Lameries              | Fusion simple                               | Ordonnance du 19 juillet 1826,               | Ordonnance du 19 juillet 1826,               |
| Bellignies                   | Bellignies            | Fusion simple                               | Fusion effectuée en 1825                     | Fusion effectuée en 1825                     |
| Bellignies                   | Bréangis              | Fusion simple                               | Fusion effectuée en 1825                     | Fusion effectuée en 1825                     |
| Louvignies-Bavay             | Louvignies-Bavay      | Fusion simple                               | Fusion effectuée en 1825                     | Fusion effectuée en 1825                     |
| Louvignies-Bavay             | Buvigny               | Fusion simple                               | Fusion effectuée en 1825                     | Fusion effectuée en 1825                     |
| Clairfayts                   | Clairfayts            | Fusion simple                               | Fusion effectuée en 1825                     | Fusion effectuée en 1825                     |
| Clairfayts                   | Épinoy                | Fusion simple                               | Fusion effectuée en 1825                     | Fusion effectuée en 1825                     |
| Dimont                       | Dimont                | Fusion simple                               | Fusion effectuée en 1825                     | Fusion effectuée en 1825                     |
| Dimont                       | Offies                | Fusion simple                               | Fusion effectuée en 1825                     | Fusion effectuée en 1825                     |
| Colleret                     | Colleret              | Fusion simple                               | Fusion effectuée en 1825                     | Fusion effectuée en 1825                     |
| Colleret                     | Ostregnies            | Fusion simple                               | Fusion effectuée en 1825                     | Fusion effectuée en 1825                     |
| Recquignies                  | Recquignies           | Fusion simple                               | Fusion effectuée en 1825                     | Fusion effectuée en 1825                     |
| Recquignies                  | Rocq                  | Fusion simple                               | Fusion effectuée en 1825                     | Fusion effectuée en 1825                     |
| Vieux-Reng                   | Vieux-Reng            | Fusion simple                               | Fusion effectuée en 1807                     | Fusion effectuée en 1807                     |
| Vieux-Reng                   | Salmagne              | Fusion simple                               | Fusion effectuée en 1807                     | Fusion effectuée en 1807                     |
| Rombies-et-Marchipont        | Rombies               | Fusion simple                               | Fusion effectuée en 1806                     | Fusion effectuée en 1806                     |
| Rombies-et-Marchipont        | Marchipont            | Fusion simple                               | Fusion effectuée en 1806                     | Fusion effectuée en 1806                     |
| Armentières                  | Armentières           | Fusion simple                               | Décret du 13 prairial an II (1er juin 1794), | Décret du 13 prairial an II (1er juin 1794), |
| Armentières                  | Armentières-Campagne  | Fusion simple                               | Décret du 13 prairial an II (1er juin 1794), | Décret du 13 prairial an II (1er juin 1794), |
| Morbecque                    | Morbecque             | Fusion simple                               | Fusion effectuée entre 1790 et 1794          | Fusion effectuée entre 1790 et 1794          |
| Morbecque                    | La Motte-aux-Bois     | Fusion simple                               | Fusion effectuée entre 1790 et 1794          | Fusion effectuée entre 1790 et 1794          |
| Douai                        | Douai                 | Fusion simple                               | Fusion effectuée entre 1790 et 1794          | Fusion effectuée entre 1790 et 1794          |
| Douai                        | Wagnonville           | Fusion simple                               | Fusion effectuée entre 1790 et 1794          | Fusion effectuée entre 1790 et 1794          |

### Création, rétablissement et suppression
| Nom                       | Commune affectée          | Mode de création            | Décision                              | Date d’effet                    |
| ------------------------- | ------------------------- | --------------------------- | ------------------------------------- | ------------------------------- |
| Haucourt-en-Cambrésis     | Ligny-Haucourt            | Démembrement et suppression | Arrêté préfectoral du 27 février 1997 | 1er mars 1997                   |
| Ligny-en-Cambrésis        | Ligny-Haucourt            | Démembrement et suppression | Arrêté préfectoral du 27 février 1997 | 1er mars 1997                   |
| Don                       | Annœullin                 | Démembrement                | Décret du 4 juin 1948                 | 6 juin 1948                     |
| Les Rues-des-Vignes       | Crèvecœur-sur-l'Escaut    | Démembrement                | Loi du 8 janvier 1930                 | 11 janvier 1930                 |
| Nieurlet                  | Lederzeele                | Démembrement                | Loi du 4 mars 1928                    | 11 mars 1928                    |
| Le Doulieu                | Estaires                  | Démembrement                | Loi du 19 novembre 1913               | Loi du 19 novembre 1913         |
| Rejet-de-Beaulieu         | Catillon                  | Démembrement                | Loi du 23 juin 1896                   | 26 juin 1896                    |
| Malo-les-Bains            | Rosendaël                 | Démembrement                | Loi du 21 juillet 1891                | 23 juillet 1891                 |
| Grand-Fort-Philippe       | Gravelines                | Démembrement                | Décret du 16 juillet 1883             | 1er janvier 1884                |
| Bray-Dunes                | Ghyvelde                  | Démembrement                | Décret du 26 février 1883             | Décret du 26 février 1883       |
| Saint-Pol                 | Petite-Synthe             | Démembrement                | Décret du 29 septembre 1877           | Décret du 29 septembre 1877     |
| La Sentinelle             | Trith-Saint-Léger         | Démembrement                | Décret du 22 juin 1875                | Décret du 22 juin 1875          |
| Fort-Mardyck              | Grande-Synthe             | Démembrement                | Décret du 12 février 1867             |                                 |
| Fort-Mardyck              | Petite-Synthe             | Démembrement                | Décret du 12 février 1867             |                                 |
| Rosendaël                 | Coudekerque-Branche       | Démembrement                | Décret du 24 mars 1860                |                                 |
| Rosendaël                 | Téteghem                  | Démembrement                | Décret du 24 mars 1860                |                                 |
| Bois-Grenier              | Erquinghem-Lys            | Démembrement                | Loi du 29 juillet 1854                |                                 |
| Bois-Grenier              | La Chapelle-d'Armentières | Démembrement                | Loi du 29 juillet 1854                |                                 |
| Grand-Fayt                | Les Fayts                 | Démembrement et suppression | Ordonnance du 13 février 1845         |                                 |
| Petit-Fayt                | Les Fayts                 | Démembrement et suppression | Ordonnance du 13 février 1845         |                                 |
| La Groise                 | Catillon                  | Démembrement                | Loi du 13 juin 1841                   | Loi du 13 juin 1841             |
| Saint-Aybert              | Crespin                   | Démembrement                | Ordonnance du 2 mars 1837             | Ordonnance du 2 mars 1837       |
| Moulins                   | Wazemmes                  | Démembrement                | Ordonnance du 18 mai 1833,            | Ordonnance du 18 mai 1833,      |
| Faumont                   | Coutiches                 | Démembrement                | 1830                                  | 1830                            |
| La Chapelle-d'Armentières | Armentières               | Démembrement                | Ordonnance du 22 novembre 1820,       | Ordonnance du 22 novembre 1820, |

### Modification de nom officiel
| Nom                       | Ancien nom              | Décision                           | Date d’effet                  |
| ------------------------- | ----------------------- | ---------------------------------- | ----------------------------- |
| Aix-en-Pévèle             | Aix                     | Décret du 5 novembre 2018          | 8 novembre 2018               |
| Templeuve-en-Pévèle       | Templeuve               | Décret du 16 novembre 2015         | 19 novembre 2015              |
| Coudekerque-Village       | Coudekerque             | Décret du 3 octobre 2008           | 6 octobre 2008                |
| Wallers-en-Fagne          | Wallers-Trélon          | Décret du 10 août 2007             | 15 août 2007                  |
| Estrun                    | Étrun                   | Décret du 8 juin 1994              | 13 juin 1994                  |
| Saint-André-lez-Lille     | Saint-André             | Décret du 13 décembre 1991         | 20 décembre 1991              |
| Lez-Fontaine              | Lès-Fontaine            | Correction d'une erreur de l'Insee | 1er janvier 1982              |
| Le Cateau-Cambrésis       | Le Cateau               | Décret du 27 septembre 1977        | 5 octobre 1977                |
| Aulnoy-lez-Valenciennes   | Aulnoy                  | Décret du 23 avril 1976            | 5 mai 1976                    |
| Wormhout                  | Wormhoudt               | Correction d'une erreur de l'Insee | 1er janvier 1975              |
| Zegerscappel              | Zeggers-Cappel          | Correction d'une erreur de l'Insee | 1er janvier 1975              |
| Raillencourt-Sainte-Olle  | Raillencourt            | Décret du 8 février 1974           | 13 février 1974               |
| Beuvry-la-Forêt           | Beuvry-Nord             | Décret du 29 août 1969             | 5 septembre 1969              |
| Aubry-du-Hainaut          | Aubry                   | Décret du 30 avril 1966            | 7 mai 1966                    |
| Auchy-lez-Orchies         | Auchy                   | Décret du 10 mai 1962              | 16 mai 1962                   |
| Beauvois-en-Cambrésis     | Beauvois                | Décret du 10 mai 1962              | 16 mai 1962                   |
| Le Favril                 | Favril                  | Décret du 10 mai 1962              | 16 mai 1962                   |
| Fournes-en-Weppes         | Fournes                 | Décret du 10 mai 1962              | 16 mai 1962                   |
| Honnecourt-sur-Escaut     | Honnecourt-sur-l'Escaut | Décret du 10 mai 1962              | 16 mai 1962                   |
| Rieux-en-Cambrésis        | Rieux                   | Décret du 10 mai 1962              | 16 mai 1962                   |
| Saint-Amand-les-Eaux      | Saint-Amand             | Décret du 10 mai 1962              | 16 mai 1962                   |
| Avesnes-sur-Helpe         | Avesnes                 | Décret du 22 janvier 1962          | 28 janvier 1962               |
| Marquette-lez-Lille       | Marquette               | Décret du 22 janvier 1962          | 28 janvier 1962               |
| Monchaux-sur-Écaillon     | Monchaux                | Décret du 22 janvier 1962          | 28 janvier 1962               |
| Noyelles-sur-Escaut       | Noyelles-sur-l'Escaut   | Décret du 22 janvier 1962          | 28 janvier 1962               |
| Noyelles-sur-Sambre       | Noyelles                | Décret du 22 janvier 1962          | 28 janvier 1962               |
| Sailly-lez-Cambrai        | Sailly                  | Décret du 22 janvier 1962          | 28 janvier 1962               |
| Saint-Vaast-en-Cambrésis  | Saint-Vaast             | Décret du 22 janvier 1962          | 28 janvier 1962               |
| Thun-Saint-Amand          | Thun                    | Décret du 22 janvier 1962          | 28 janvier 1962               |
| Tilloy-lez-Cambrai        | Tilloy                  | Décret du 22 janvier 1962          | 28 janvier 1962               |
| Houplin-Ancoisne          | Houplin                 | Décret du 21 octobre 1950          | 25 octobre 1950               |
| Haucourt-en-Cambrésis     | Haucourt                | Décret du 2 octobre 1949           | 25 octobre 1949               |
| Fresnes-sur-Escaut        | Fresnes                 | Décret du 12 décembre 1941         | 26 décembre 1941              |
| Flers-en-Escrebieux       | Flers                   | Décret du 8 décembre 1938          | 21 décembre 1938              |
| Douchy-les-Mines          | Douchy                  | Décret du 3 novembre 1938          | 18 novembre 1938              |
| Cantaing-sur-Escaut       | Cantaing                | Décret du 14 février 1938          | 2 mars 1938                   |
| Flers-lez-Lille           | Flers                   | Décret du 19 décembre 1936         | 23 janvier 1937               |
| Honnecourt-sur-l'Escaut   | Honnecourt              | Décret du 22 mai 1936              | 12 juin 1936                  |
| Beaumont-en-Cambrésis     | Beaumont                | Décret du 16 juin 1933             | 24 juin 1933                  |
| Beaurepaire-sur-Sambre    | Beaurepaire             | Décret du 16 juin 1933             | 24 juin 1933                  |
| Beuvry-Nord               | Beuvry                  | Décret du 16 juin 1933             | 24 juin 1933                  |
| Boulogne-sur-Helpe        | Boulogne                | Décret du 16 juin 1933             | 24 juin 1933                  |
| Catillon-sur-Sambre       | Catillon                | Décret du 16 juin 1933             | 24 juin 1933                  |
| Dompierre-sur-Helpe       | Dompierre               | Décret du 16 juin 1933             | 24 juin 1933                  |
| Houdain-lez-Bavay         | Houdain                 | Décret du 16 juin 1933             | 24 juin 1933                  |
| Lambres-lez-Douai         | Lambres                 | Décret du 16 juin 1933             | 24 juin 1933                  |
| Moustier-en-Fagne         | Moustier                | Décret du 16 juin 1933             | 24 juin 1933                  |
| Neuville-en-Avesnois      | Neuville                | Décret du 16 juin 1933             | 24 juin 1933                  |
| Radinghem-en-Weppes       | Radinghem               | Décret du 16 juin 1933             | 24 juin 1933                  |
| Raucourt-au-Bois          | Raucourt                | Décret du 16 juin 1933             | 24 juin 1933                  |
| Ribécourt-la-Tour         | Ribécourt               | Décret du 16 juin 1933             | 24 juin 1933                  |
| Rumilly-en-Cambrésis      | Rumilly                 | Décret du 16 juin 1933             | 24 juin 1933                  |
| Saint-Georges-sur-l'Aa    | Saint-Georges           | Décret du 16 juin 1933             | 24 juin 1933                  |
| Saint-Martin-sur-Écaillon | Saint-Martin            | Décret du 16 juin 1933             | 24 juin 1933                  |
| Montigny-en-Cambrésis     | Montigny                | Décret du 27 juillet 1931          | 6 août 1931                   |
| Montigny-en-Ostrevent     | Montigny                | Décret du 27 juillet 1931          | 6 août 1931                   |
| Boussières-sur-Sambre     | Boussières              | Décret du 17 mars 1931             | 27 mars 1931                  |
| Croix-Caluyau             | Croix                   | Décret du 31 octobre 1922          | 11 novembre 1922              |
| Cappelle-la-Grande        | Cappelle                | Décret du 12 décembre 1921         | 23 décembre 1921              |
| Cappelle-en-Pévèle        | Cappelle                | Décret du 25 octobre 1921          | 5 novembre 1921               |
| Forest-sur-Marque         | Forest                  | Décret du 25 octobre 1921          | 5 novembre 1921               |
| Faches-Thumesnil          | Faches                  | Décret du 23 janvier 1914          | 30 janvier 1914               |
| Péronne-en-Mélantois      | Péronne                 | Décret du 2 avril 1913             | 10 avril 1913                 |
| Tilloy-lez-Marchiennes    | Tilloy                  | Décret du 24 juillet 1913          | 3 août 1913                   |
| Tilloy-lez-Cambrai        | Tilloy                  | Décret du 24 juillet 1913          | 3 août 1913                   |
| Saint-Remy-du-Nord        | Saint-Rémy-Mal-Bâti     | Décret du 15 novembre 1912         | 24 novembre 1912              |
| Bousignies-sur-Roc        | Bousignies              | Décret du 18 décembre 1909         | 25 décembre 1909              |
| Boussières-en-Cambrésis   | Boussières              | Décret du 14 novembre 1907         | 20 janvier 1908               |
| Beauvois-en-Cambrésis     | Beauvois                | Décret du 2 février 1903           | 8 février 1903                |
| Bruay-sur-l'Escaut        | Bruay                   | Décret du 29 juin 1902             | 9 juillet 1902                |
| Marquette-en-Ostrevant    | Marquette               | Décret du 29 juin 1902             | 9 juillet 1902                |
| Crèvecœur-sur-l'Escaut    | Crèvecœur               | Décret du 24 septembre 1895        | Décret du 24 septembre 1895   |
| Ligny-en-Cambrésis        | Ligny                   | Décret du 23 octobre 1894          | Décret du 23 octobre 1894     |
| Saint-Hilaire-sur-Helpe   | Saint-Hilaire           | Décret du 23 octobre 1894          | Décret du 23 octobre 1894     |
| Sin-le-Noble              | Sin                     | Décret du 23 octobre 1894          | Décret du 23 octobre 1894     |
| Wattignies-la-Victoire    | Wattignies              | Décret du 6 mars 1894              | Décret du 6 mars 1894         |
| Saint-Hilaire-lez-Cambrai | Saint-Hilaire           | Décret du 29 janvier 1894          | Décret du 29 janvier 1894     |
| Mortagne-du-Nord          | Mortagne                | Décret du 5 octobre 1893           | Décret du 5 octobre 1893      |
| Loon-Plage                | Loon                    | Décret du 18 août 1890             | Décret du 18 août 1890        |
| Saint-Pol-sur-Mer         | Saint-Pol               | Décret du 13 septembre 1889        | Décret du 13 septembre 1889   |
| Wallers-Trélon            | Wallers                 | Décret du 9 septembre 1889         | Décret du 9 septembre 1889    |
| Poix-du-Nord              | Poix                    | Décret du 27 juillet 1888          | Décret du 27 juillet 1888     |
| Condé-sur-l'Escaut        | Condé                   | Décret du 7 juillet 1887           | Décret du 7 juillet 1887      |
| Warlaing                  | Alnes                   | Décret du 22 août 1885             | Décret du 22 août 1885        |
| Petite-Forêt              | Petite-Forêt-de-Raismes | Décret du 17 novembre 1865         | Décret du 17 novembre 1865    |
| Hellemmes-Lille           | Hellemmes               | Décret du 8 avril 1857             | Décret du 8 avril 1857        |
| Moulins-Lille             | Moulins                 | Décret du 24 septembre 1849,       | Décret du 24 septembre 1849,  |
| Flines-lez-Raches         | Flines                  | Ordonnance du 6 février 1848,      | Ordonnance du 6 février 1848, |
| Solre-le-Château          | Solre-Libre             | Décret du 3 décembre 1813          | Décret du 3 décembre 1813     |
| Condé                     | Nord-Libre              | Décret du 8 octobre 1810,          | Décret du 8 octobre 1810,     |
| Vieux-Condé               | Vieux-Nord-Libre        | Décret du 8 octobre 1810,          | Décret du 8 octobre 1810,     |

## Statuts particuliers

### Communes associées
Lorsque la ligne du tableau prend la couleur rose dragée, cela signifie que la commune n’a plus actuellement le statut de commune associée, à la suite d'une fusion ou d'une défusion.
| Nom de la commune     | Code INSEE | Fusion-association                     | Fusion-association | Fusion-association | Fusion-association                       | Défusion                              | Défusion      | Défusion                                            |
| Nom de la commune     | Code INSEE | Décision                               | Date d'effet       | Commune absorbante | Nom de la commune résultant de la fusion | Décision                              | Date d'effet  | Commentaire                                         |
| --------------------- | ---------- | -------------------------------------- | ------------------ | ------------------ | ---------------------------------------- | ------------------------------------- | ------------- | --------------------------------------------------- |
| Mardyck               | 59380      | Arrêté préfectoral du 21 décembre 1979 | 1er janvier 1980   | Dunkerque          | Dunkerque                                |                                       |               |                                                     |
| Fort-Mardyck          | 59248      | Arrêté préfectoral du 8 décembre 2010  | 9 décembre 2010    | Dunkerque          | Dunkerque                                |                                       |               |                                                     |
| Saint-Pol-sur-Mer     | 59540      | Arrêté préfectoral du 8 décembre 2010  | 9 décembre 2010    | Dunkerque          | Dunkerque                                |                                       |               |                                                     |
| Haucourt-en-Cambrésis | 59287      | Arrêté préfectoral du 2 octobre 1972   | 1er janvier 1973   | Ligny-en-Cambrésis | Ligny-Haucourt                           | Arrêté préfectoral du 27 février 1997 | 1er mars 1997 | Ligny-Haucourt reprend le nom de Ligny-en-Cambrésis |
| Hellemmes-Lille       | 59298      | Arrêté préfectoral du 18 avril 1977    | 24 avril 1977      | Lille              | Lille                                    |                                       |               |                                                     |
| Lomme                 | 59355      | Décret du 22 février 2000              | 27 février 2000    | Lille              | Lille                                    |                                       |               |                                                     |
| Escaufourt            | 02285      | Décret du 28 août 1973                 | 1er septembre 1973 | Saint-Souplet      | Saint-Souplet                            |                                       |               |                                                     |
| Selvigny              | 59561      | Arrêté préfectoral du 5 octobre 1972   | 1er janvier 1973   | Walincourt         | Walincourt-Selvigny                      |                                       |               |                                                     |

### Communes déléguées
Liste des communes ayant, ou ayant eu (en italique), à la suite d'une fusion, le statut de commune déléguée (le chef-lieu est marqué d'un astérisque) dans une commune nouvelle.
| Nom de la commune   | Code INSEE | Fusion                                 | Fusion           | Fusion                                   | Fusion |
| Nom de la commune   | Code INSEE | Décision                               | Date d'effet     | Nom de la commune résultant de la fusion |        |
| ------------------- | ---------- | -------------------------------------- | ---------------- | ---------------------------------------- | ------ |
| Coudekerque-Village | 59154      | Arrêté préfectoral du 30 novembre 2015 | 1er janvier 2016 | Téteghem-Coudekerque-Village             |        |
| Téteghem*           | 59588      | Arrêté préfectoral du 30 novembre 2015 | 1er janvier 2016 | Téteghem-Coudekerque-Village             |        |
| Ghyvelde*           | 59260      | Arrêté préfectoral du 30 novembre 2015 | 1er janvier 2016 | Ghyvelde                                 |        |
| Les Moëres          | 59404      | Arrêté préfectoral du 30 novembre 2015 | 1er janvier 2016 | Ghyvelde                                 |        |

## Communes cédées par le traité de Paris de 1815
Le traité de paix de 1814 fait modifier les limites territoriales du département du Nord avec l'intégration des cantons de Beaumont, de Dour et de Merbes-le-Château au département. Cette modification amène de nouvelles communes au Nord. Ce changement est seulement éphémère, car le traité de Paris de l'année suivante  fait perdre au département ses nouveaux cantons et également cinq communes (Barbençon, Boussu-lez-Walcourt, Erpion, Renlies, Vergnies) qui faisait partie du département depuis sa création en 1790 et était sa deuxième enclave.
Le tableau ci-dessous donne la liste, en précisant les sections de communes, le nom des communes belges actuelles, de l'arrondissement du département puis du canton, où elles ont été intégrées lors de cette période,,.
| Section                     | Commune actuelle  | Arrondissement en 1814 | Canton en 1814    |
| --------------------------- | ----------------- | ---------------------- | ----------------- |
| Angre                       | Honnelles         | Douai                  | Dour              |
| Angreau                     | Honnelles         | Douai                  | Dour              |
| Athis                       | Honnelles         | Douai                  | Dour              |
| Audregnies                  | Quiévrain         | Douai                  | Dour              |
| Autreppe                    | Honnelles         | Douai                  | Dour              |
| Baisieux                    | Quiévrain         | Douai                  | Dour              |
| Barbençon                   | Beaumont          | Avesnes                | Solre-le-Château  |
| Beaumont                    | Beaumont          | Avesnes                | Beaumont          |
| Bersillies-l'Abbaye         | Erquelinnes       | Avesnes                | Merbes-le-Château |
| Bienne-lez-Happart          | Lobbes            | Avesnes                | Merbes-le-Château |
| Blaugies                    | Dour              | Douai                  | Dour              |
| Boussu-lez-Walcourt         | Froidchapelle     | Avesnes                | Solre-le-Château  |
| Croix-lez-Rouveroy          | Estinnes          | Avesnes                | Merbes-le-Château |
| Dour                        | Dour              | Douai                  | Dour              |
| Élouges                     | Dour              | Douai                  | Dour              |
| Erpion                      | Froidchapelle     | Avesnes                | Solre-le-Château  |
| Erquelinnes                 | Erquelinnes       | Avesnes                | Merbes-le-Château |
| Erquennes                   | Honnelles         | Douai                  | Dour              |
| Faurœulx                    | Estinnes          | Avesnes                | Merbes-le-Château |
| Fayt-le-Franc               | Honnelles         | Douai                  | Dour              |
| Fontaine-Valmont            | Merbes-le-Château | Avesnes                | Merbes-le-Château |
| Froidchapelle               | Froidchapelle     | Avesnes                | Beaumont          |
| Grand-Reng                  | Erquelinnes       | Avesnes                | Merbes-le-Château |
| Grandrieu                   | Sivry-Rance       | Avesnes                | Beaumont          |
| Hantes-Wihéries             | Erquelinnes       | Avesnes                | Merbes-le-Château |
| Labuissière                 | Merbes-le-Château | Avesnes                | Merbes-le-Château |
| Leers-et-Fosteau            | Thuin             | Avesnes                | Merbes-le-Château |
| Leugnies                    | Beaumont          | Avesnes                | Beaumont          |
| Leval-Chaudeville           | Beaumont          | Avesnes                | Beaumont          |
| Marchipont                  | Honnelles         | Douai                  | Dour              |
| Merbes-le-Château           | Merbes-le-Château | Avesnes                | Merbes-le-Château |
| Merbes-Sainte-Marie         | Merbes-le-Château | Avesnes                | Merbes-le-Château |
| Montbliart                  | Sivry-Rance       | Avesnes                | Beaumont          |
| Montignies-Saint-Christophe | Erquelinnes       | Avesnes                | Merbes-le-Château |
| Montignies-sur-Roc          | Honnelles         | Douai                  | Dour              |
| Onnezies                    | Honnelles         | Douai                  | Dour              |
| Peissant                    | Estinnes          | Avesnes                | Merbes-le-Château |
| Quiévrain                   | Quiévrain         | Douai                  | Dour              |
| Rance                       | Sivry-Rance       | Avesnes                | Beaumont          |
| Renlies                     | Beaumont          | Avesnes                | Solre-le-Château  |
| Roisin                      | Honnelles         | Douai                  | Dour              |
| Rouveroy                    | Estinnes          | Avesnes                | Merbes-le-Château |
| Sars-la-Buissière           | Lobbes            | Avesnes                | Merbes-le-Château |
| Sivry                       | Sivry-Rance       | Avesnes                | Beaumont          |
| Solre-Saint-Géry            | Beaumont          | Avesnes                | Beaumont          |
| Solre-sur-Sambre            | Erquelinnes       | Avesnes                | Merbes-le-Château |
| Thirimont                   | Beaumont          | Avesnes                | Beaumont          |
| Vergnies                    | Froidchapelle     | Avesnes                | Solre-le-Château  |
| Wihéries                    | Dour              | Douai                  | Dour              |

## Modifications de limites communales
Le plus souvent, les modifications des limites communales décidées par arrêtés préfectoraux ne sont pas répertoriées dans le Journal officiel, ni dans le Bulletin officiel
| La commune de...                                  | ...cède du territoire à la commune de...          | Précisions | Date (et nature) de la décision                |
| ------------------------------------------------- | ------------------------------------------------- | --- | ---------------------------------------------- |
| Lesquin                                           | Ronchin                                           | Superficie de 6 ha 27 a 57 ca                                                                                             | 15 mai 2007 (Décret)                           |
| Ronchin                                           | Lesquin                                           | Superficie de 6 ha 4 a 78 ca                                                                                              | 15 mai 2007 (Décret)                           |
| Nieppe                                            | Erquinghem-Lys                                    | Superficie de 5 ha 66 a 80                                                                                                | 11 mai 2007 (Décret)                           |
| Valenciennes                                      | Saint-Saulve                                      | Superficie de 1 ha 76 a 37 ca                                                                                             | 27 décembre 2005 (Décret)                      |
| Lambres-lez-Douai                                 | Douai                                             | Superficie de 68 a 1 ca                                                                                                   | 23 novembre 1999 (Décret)                      |
| Douai                                             | Lambres-lez-Douai                                 | Superficie de 3 a 66 ca                                                                                                   | 23 novembre 1999 (Décret)                      |
| Lille                                             | Villeneuve-d'Ascq                                 | Superficie de 7 ha 18 a 89 ca                                                                                             | 27 février 1997 (Décret)                       |
| Villeneuve-d'Ascq                                 | Lille                                             | Superficie de 6 ha 95 a 28 ca                                                                                             | 27 février 1997 (Décret)                       |
| Cambrai                                           | Proville                                          | Superficie de 9 a 9 ca | 21 janvier 1993 (Décret)                       |
| Proville                                          | Cambrai                                           | Superficie de 1 a 84 ca                                                                                                   | 21 janvier 1993 (Décret)                       |
| Wavrin                                            | Allennes-les-Marais                               | Superficie de 3 ha 66 a 81 ca                                                                                             | 3 octobre 1989 (Décret)                        |
| Allennes-les-Marais                               | Wavrin                                            | Superficie de 3 ha 66 a 81 ca                                                                                             | 3 octobre 1989 (Décret)                        |
| La Madeleine                                      | Saint-André                                       | Superficie de 1 ha 6 a 13 ca                                                                                              | 3 octobre 1989 (Décret)                        |
| Saint-André                                       | La Madeleine                                      | Superficie de 42 a 46 ca                                                                                                  | 3 octobre 1989 (Décret)                        |
| Lille                                             | La Madeleine                                      | Superficie de 5 ha 29 a 27 ca                                                                                             | 26 février 1988 (Décret)                       |
| La Madeleine                                      | Lille                                             | Superficie de 11 ha 35 a 18 ca                                                                                            | 26 février 1988 (Décret)                       |
| Lambersart                                        | Saint-André                                       | 26 habitants | 30 août 1985 (Arrêté)                          |
| Spycker                                           | Grande-Synthe                                     | Lieu-dit La Maison Blanche 6 habitants superficie de 19 a 14 ca                                                           | 25 avril 1985 (Décret)                         |
| Téteghem                                          | Uxem                                              | 100 habitants | 19 avril 1985 (Arrêté)                         |
| Saint-Hilaire-lez-Cambrai                         | Saint-Vaast-en-Cambrésis                          | 15 habitants Superficie de 4 ha 76 a                                                                                      | 11 mai 1983 (Décret),                          |
| Saint-Vaast-en-Cambrésis                          | Saint-Hilaire-lez-Cambrai                         | Superficie de 4 ha 76 a                                                                                                   | 11 mai 1983 (Décret),                          |
| Masny                                             | Monchecourt                                       | Cité Saint-Robert 85 habitants Superficie de 2 ha 58 a 54 ca                                                              | 22 novembre 1979 (Décret)                      |
| Cappelle-la-Grande                                | Armbouts-Cappel                                   | Superficie de 8 ha 82 a 88 ca                                                                                             | 16 novembre 1977 (Décret)                      |
| Armbouts-Cappel                                   | Cappelle-la-Grande                                | 2 habitants Superficie de 7 ha 33 a 53 ca                                                                                 | 16 novembre 1977 (Décret)                      |
| Mérignies                                         | Templeuve                                         | 8 habitants Superficie de 40 a 39 ca                                                                                      | 2 novembre 1977 (Décret)                       |
| Oye-Plage (département du Pas-de-Calais)          | Grand-Fort-Philippe                               | Lieux-dits : Bout-d'Oye et Banc-à-Groseilles 740 habitants Superficie de 73 ha 29 a 37 ca                                 | 31 mars 1976 (Décret)                          |
| Haulchin Denain                                   | Denain Haulchin                                   | | 11 avril 1972 (Décret)                         |
| Dechy                                             | Sin-le-Noble                                      | | 31 janvier 1972 (Décret),                      |
| Lambres-lez-Douai                                 | Sin-le-Noble                                      | | 31 janvier 1972 (Décret),                      |
| Sin-le-Noble                                      | Dechy                                             | 9 habitants | 31 janvier 1972 (Décret),                      |
| Coudekerque-Branche Dunkerque                     | Dunkerque Coudekerque-Branche                     | | 16 septembre 1970 (Décret)                     |
| Haubourdin Sequedin                               | Sequedin Haubourdin                               | | 11 décembre 1969 (Arrêté) 21 mai 1970 (Arrêté) |
| Anzin Valenciennes                                | Valenciennes Anzin                                | | 17 avril 1969 (Arrêté)                         |
| Bergues Hoymille                                  | Hoymille Bergues                                  | | 29 décembre 1967 (Arrêté)                      |
| Loos                                              | Lille                                             | 13 habitants Superficie de 27 ha                                                                                          | 12 avril 1965 (Décret)                         |
| Flers-lez-Lille                                   | Croix                                             | 30 habitants Superficie de 1 ha 95 a 65 ca                                                                                | 2 octobre 1964 (Décret)                        |
| Croix                                             | Flers-lez-Lille                                   | Superficie de 19 a 50 ca                                                                                                  | 2 octobre 1964 (Décret)                        |
| Avesnes-sur-Helpe Haut-Lieu                       | Haut-Lieu Avesnes-sur-Helpe                       | | 22 mai 1964 (Arrêté)                           |
| Aulnoy Marly                                      | Valenciennes                                      | Lieu-dit : La Briquette, sur le terrain de l'ancien aérodrome désaffecté                                                  | 23 octobre 1962 (Décret)                       |
| Oye-Plage (département du Pas-de-Calais)          | Grand-Fort-Philippe                               | Portion du chemin de la digue d'Arras longue de 1704 mètres                                                               | 9 avril 1962 (Décret)                          |
| Lille                                             | La Madeleine                                      | Superficie de 49 a 80 ca                                                                                                  | 26 février 1962 (Décret)                       |
| La Madeleine                                      | Lille                                             | 12 habitants Superficie de 14 ha 49 a                                                                                     | 26 février 1962 (Décret)                       |
| Feignies                                          | Maubeuge                                          | 8 habitants Lieu-dit de Douzies                                                                                           | 9 février 1962 (Décret)                        |
| Maubeuge                                          | Feignies                                          | Lieu-dit de Douzies | 9 février 1962 (Décret)                        |
| Loos Haubourdin                                   | Haubourdin Loos                                   | | 26 septembre 1961 (Arrêté)                     |
| Estourmel                                         | Carnières                                         | Hameau du Sapin 28 habitants Superficie de 38 a 22 ca                                                                     | 6 février 1960 (Arrêté)                        |
| Carnières                                         | Estourmel                                         | Superficie de 10 ha 61 a 80 ca                                                                                            | 6 février 1960 (Arrêté)                        |
| Dunkerque                                         | Malo-les-Bains                                    | Superficie de 57 a 80 ca                                                                                                  | 26 mai 1959 (Arrêté)                           |
| Malo-les-Bains                                    | Dunkerque                                         | Superficie de 19 a 38 ca                                                                                                  | 26 mai 1959 (Arrêté)                           |
| Bachant                                           | Pont-sur-Sambre                                   | Lieux-dits d'Etrée et des Prés Pessables Superficie de 3 ha 49 a 91 ca                                                    | 2 janvier 1959 (Arrêté)                        |
| Pont-sur-Sambre                                   | Bachant                                           | Lieu-dit des Culs d'Anon Superficie de 3 ha 53 a 60 ca                                                                    | 2 janvier 1959 (Arrêté)                        |
| Hondschoote                                       | Oost-Cappel                                       | Lieux-dits de la Drève de la ferme Baes, la Drève aux Moutons, la Becque entre les fermes Lelieur et Didier 107 habitants | 11 décembre 1958 (Arrêté)                      |
| Annoeullin Carnin                                 | Carnin Annoeullin                                 | | 27 août 1952 (Arrêté)                          |
| Ramousies                                         | Sains-du-Nord                                     | Hameau de Petit Ramousies                                                                                                 | 30 juillet 1951 (Décret)                       |
| Sains-du-Nord                                     | Ramousies                                         | Hameaux des Garennes, du Trieu-Blandeau et des Brémonts                                                                   | 30 juillet 1951 (Décret)                       |
| Hondschoote                                       | Oost-Cappel                                       | Section d'Oost-Cappel | 21 janvier 1949 (Décret)                       |
| Loos                                              | Lille                                             | | 29 avril 1938 (Loi)                            |
| Croix                                             | Roubaix                                           | | 25 février 1914 (Décret)                       |
| Valenciennes Anzin                                | Anzin Valenciennes                                | Limite fixée dans le voisinage du lieu-dit la Bleuse Borne, par le canal de l'Escaut rectifié                             | 5 avril 1884 (Décret)                          |
| Busigny                                           | Becquigny (département de l'Aisne)                | Hameaux du Petit Cambrésis et de Tout-y-Faut                                                                              | 4 août 1874 (Loi)                              |
| Becquigny (département de l'Aisne)                | Bouchain                                          | | 4 août 1874 (Loi)                              |
| Locquignol                                        | Englefontaine                                     | Hameau du Chêne-Couplet                                                                                                   | 17 juillet 1867 (Loi)                          |
| Steene                                            | Armbouts-Cappel                                   | | 17 février 1864 (Loi)                          |
| Bouchain Hordain Estrun                           | Hordain Estrun Bouchain                           | Limite fixée par le canal de la Sensée et le canal de l'Escaut                                                            | 16 mai 1863 (Loi)                              |
| Poix Englefontaine                                | Englefontaine Poix                                | Hameau de Petit Poix | 16 juin 1859 (Loi)                             |
| Poix                                              | Englefontaine                                     | | 27 mai 1857 (Décret)                           |
| Ors                                               | Pommereuil                                        | Section de Ruelles | 9 juin 1853 (Loi)                              |
| Coudekerque-Branche Petite-Synthe                 | Dunkerque                                         | | 2 février 1850 (Loi)                           |
| Escaudain Lourches                                | Lourches Escaudain                                | | 22 juillet 1843 (Loi)                          |
| Fresnes                                           | Escautpont                                        | Village de Trieu Polette                                                                                                  | 22 juillet 1843 (Loi)                          |
| Férin                                             | Gouy-sous-Bellonne (département du Pas-de-Calais) | Enclaves Limite fixée sur le canal de la Sensée                                                                           | 26 mars 1829 (Loi)                             |
| Férin                                             | Estrées                                           | Enclaves Limite fixée sur le canal de la Sensée                                                                           | 26 mars 1829 (Loi)                             |
| Férin                                             | Gœulzin                                           | Enclaves Limite fixée sur le canal de la Sensée                                                                           | 26 mars 1829 (Loi)                             |
| Gouy-sous-Bellonne (département du Pas-de-Calais) | Estrées                                           | Enclaves Limite fixée sur le canal de la Sensée                                                                           | 26 mars 1829 (Loi)                             |